# 利默赛姆
利默赛姆（法語：Limersheim，发音：[liməʁsaim]）是法国下莱茵省的一个市镇，位于该省中南部，属于塞莱斯塔-埃尔什泰因区（Sélestat-Erstein）和埃尔什泰因县（Erstein）。该市镇总面积5.58平方公里，2009年时的人口为641人。

## 人口
利默赛姆人口变化图示